# Johan Ledung

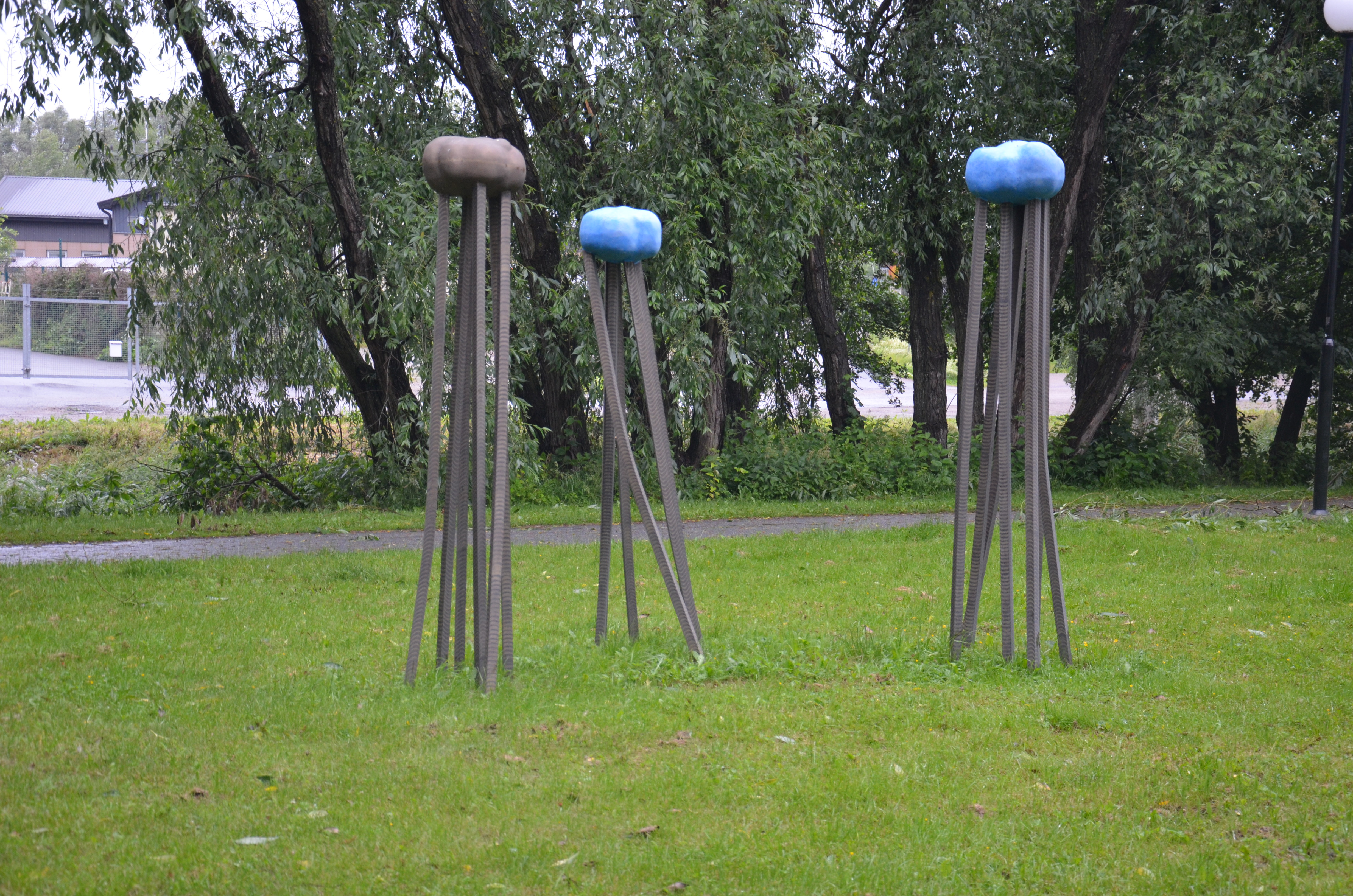
Lilla regnet vid Lilla Å-promenaden i Örebro.

Johan Nils Ledung, född 1 december 1952, är en svensk målare och skulptör.
Johan Ledung har bland annat skapat skulpturen Lilla regnet, som ingår i Lilla Å-promenaden i Örebro.
Ledung finns representerad vid bland annat Örebro läns landsting.